# Ruta de Illinois 105
La Ruta de Illinois 105, y abreviada IL 105 (en inglés: Illinois Route 105) es una carretera estatal estadounidense ubicada en el estado de Illinois. La carretera inicia en el sur desde la IL 48     en Decatur hacia el norte en la I 72     en Monticello. La carretera tiene una longitud de 60,5 km (37.58 mi).

## Mantenimiento
Al igual que las autopistas interestatales, y las rutas federales y el resto de carreteras estatales, la Ruta de Illinois 105 es administrada y mantenida por el Departamento de Transporte de Illinois por sus siglas en inglés IDOT.